# APA Hotel & Resort Tokyo Bay Makuhari
L'APA Hotel & Resort Tokyo Bay Makuhari' (APAホテル＆リゾート〈東京ベイ幕張〉) appelé aussi Makuhari Prince Hotel est un hôtel de 181 mètres de hauteur construit à Chiba dans l'agglomération de Tokyo en 1993.
C'est le plus haut immeuble de Chiba , l'un des plus hauts hôtels de Tokyo et du Japon et l'un des 100 plus hauts hôtels du monde.
L'immeuble a été conçu par l'agence de Kenzo Tange.